# Bernhard Germeshausen
Bernhard Germeshausen (n. 21 august 1951, Heilbad Heiligenstadt, Republica Democrată Germană, Germania – d. 15 aprilie 2022) a fost un bober ce a reprezentat Republica Democrată Germană, medaliat olimpic. A participat la 2 ediții ale Jocurilor Olimpice (1976, 1980) în care a câștigat 3 medalii de aur și o medalie de argint.